# Ли Ен Бем, Алексей Иванович
Алексей Иванович Ли Ен Бем (1 октября 1927, село Сивечань, Сучанский район, Приморский край, РСФСР — 14 августа 1979, Казахская ССР, СССР) — директор Тарановского птицесовхоза, Герой Социалистического Труда (1973). Заслуженный зоотехник Казахской ССР.

## Биография
Родился в 1927 году в селе Сивечань Сучанского района Приморского края.
В 1930-е годы проживал вместе с родителями в колхозе «Земледелие» Кур-Урмийского района Хабаровского края. После депортации корейцев с Дальнего Востока был на спецпоселении в Казахской ССР. Проживал в селе Красный Партизан Кустанайского района. В 1943 году окончил в этом же селе семилетку и в 1946 году — Кустанайский сельскохозяйственный техникум.
С 1946 года работал зоотехником в Целиноградской области. В 1953 году после окончания Кустанайского зоотехнического техникума работал старшим зоотехником Эркиншелинского райсельхозотдела Акмолинской области. Окончил Курганский сельскохозяйственный институт. С 1953 года работал главным зоотехником в колхозе «Бестюбинский» Камышнинского района Кустанайской области. В 1959 году был назначен директором Кустанайской племенной станции. В 1963 году был назначен директором Тарановского птицесовхоза Кустанайской области. В 1962 году вступил в КПСС.
Благодаря организаторской деятельности Алексея Ли Ен Бема Тарановский птицесовхоз произвёл в 1972 году 78 миллионов 441,5 тысяч яиц, заняв второе место в СССР по производству яиц. Указом Президиума Верховного Совета СССР от 6 сентября 1973 года «за большие успехи, достигнутые во Всесоюзном социалистическом соревновании, и проявленную трудовую доблесть в выполнении принятых обязательств по увеличению производства и заготовок продукции животноводства в зимний период 1972—1973 годов» удостоен звания Героя Социалистического Труда с вручением ордена Ленина и золотой медали «Серп и Молот».
С 1975 по 1979 года — генеральный директор Кустанайского производственного объединения по птицеводству.
В 1976 году избирался делегатом XIV съезда Компартии Казахстана, неоднократно — депутатом Тарановского районного совета народных депутатов.
Персональный пенсионер союзного значения.
Скончался в августе 1979 года. Похоронен в селе Майское Тарановского района Кустанайской области.

## Награды
- Герой Социалистического Труда — Указом Президиума Верховного Совета от 6 сентября 1973 года.
- 3 ордена Ленина (1966, 1971, 1973)
- Медаль «За освоение целинных земель» (1967)
- Медаль «В ознаменование 100-летия со дня рождения Владимира Ильича Ленина»
- Золотая медаль ВДНХ (1972)
- Серебряная медаль ВДНХ — дважды (1970, 1971)
- Заслуженный зоотехник Казахской ССР (1966)

## Память
- Именем Алексея Ли Ен Бема названы улица и птицефабрика в селе Майское Тарановского района Кустанайской области[2].